# Последний акт (фильм, 1955)
«Последний акт» (нем. Der letzte Akt) — немецко-австрийский фильм 1955 года, поставленный режиссёром Георгом Вильгельмом Пабстом. В основу сценария, написанного Фрицем Хабеком и Эрихом Марией Ремарком, положена документальная книга «Последние 10 дней» американского судьи Майкла Мусманно. В антифашистском фильме показаны падение Берлина, последние дни Адольфа Гитлера и его ближайшего окружения в бункере рейхсканцелярии. Немецкая и австрийская премьеры фильма состоялась в середине апреля 1955 года, он также успешно демонстрировался в десятках стран мира. Консервативная и националистически настроенная немецкая критика встретила новости о работе над фильм и его выходе на экраны очень сурово, авторов обвиняли в предвзятости, манипулятивном характере происходящего на экране и исторической недостоверности.

## Сюжет
Картине предпослано следующее предуведомление: «Этот фильм рассказывает о времени, которое никогда не должно повториться. Сценарий основан на исторических источниках и рассказах выживших». В антифашистском фильме показаны падение Берлина, последние дни Адольфа Гитлера и его ближайшего окружения, их преступные приказы, женитьба фюрера на Еве Браун и его бесславная смерть.
Берлин, середина апреля 1945 года. С донесением от командующего 9-й армией генерала Теодора Буссе в фюрербункер пробивается гауптман Вюст, честный и прямолинейный офицер. У него приказ — лично доложить Гитлеру о катастрофической обстановке в районе Врицена. Буссе хочет испросить разрешение отвести подчинённые ему войска от армии США и вести боевые действия только против частей Красной армии. Курьера принимает генерал Бургдорф — главный адъютант Гитлера, который находится в подавленном состоянии и отказывается предоставить доступ к фюреру. После этого в зале заседаний происходит совещание генералитета. При обсуждении положения на восточном фронте Гитлер заявляет, что его стратегия заключается не в обороне, а в наступлении, и отказывается эвакуировать морем полумилионную группировку из Курляндии. По мнению генералов, это мера могла бы не только вывести её из окружения, но и пополнить обороняющиеся войска в районе Берлина и стабилизировать там ситуацию.
После совещания Бургдорф даёт приказ Вюсту найти койку и ждать, когда можно будет представить доклад фюреру. Находясь в бункере Вюст наблюдает за растерянностью фашистского руководства и своеобразным пиром во время чумы: попойками, оргиями, танцами. Он понимает, что война проиграна, а иллюзии фюрера ведут лишь к новым массовым жертвам и разрушениям. Большое воодушевление в ставке Гитлера вызвала смерть Франклина Рузвельта — президента США, одного из лидеров антигитлеровской коалиции, которая произошла 12 апреля 1945 года. Однако надежды на разногласия между союзниками не оправдались, а из контрудара по советским войскам ничего не вышло в силу отсутствия подкрепления и деморализации войск.
После провала его планов у Гитлера происходит нервный срыв. Он чувствует, что его все предали и обдумывает самоубийство. Вюста передают в распоряжение главного штаба, где он должен вести учёт поступающих сообщений. Там он узнаёт, что ситуация катастрофическая и ещё больше проникается бессмысленностью сопротивления. Наконец ему удаётся попасть к Гитлеру. Перед этим Вюст узнаёт, что фюрер отдал приказ открыть шлюзы и спустить воды Шпрее в метро, где находятся беженцы и раненые. Гауптман говорит Гитлеру, что всё потеряно, обвиняет его в убийстве невинных людей в метро и требует капитулировать. Он склоняется над невменяемым фюрером, но в этот момент в него стреляет охрана. Гитлер заключает брак с Евой Браун и диктует завещание. Вюст умирает со словами предостережения о возрождении фашизма. Гитлер кончает жизнь самоубийством. Его тело сжигают в яме.

## В ролях
| Актёр               | Роль                    |
| ------------------- | ----------------------- |
| Альбин Шкода        | Адольф Гитлер           |
| Оскар Вернер        | гауптман Вюст           |
| Лотте Тобиш         | Ева Браун               |
| Вилли Краузе        | Йозеф Геббельс          |
| Эрих Штукман        | Генрих Гиммлер          |
| Эрланд Эрландсен    | Альберт Шпеер           |
| Курт Эйлерс         | Мартин Борман           |
| Леопольд Хайниш     | Вильгельм Кейтель       |
| Отто Шмёле          | Ганс Кребс              |
| Эрик Фрай           | Вильгельм Бургдорф      |
| Отто Вегерер        | Роберт Риттер фон Грейм |
| Герман Эрхардт      | Герман Геринг           |
| Юлиус Йонак         | Герман Фегелейн         |
| Хельга Дорн-Кеннеди | Магда Геббельс          |

## Создание

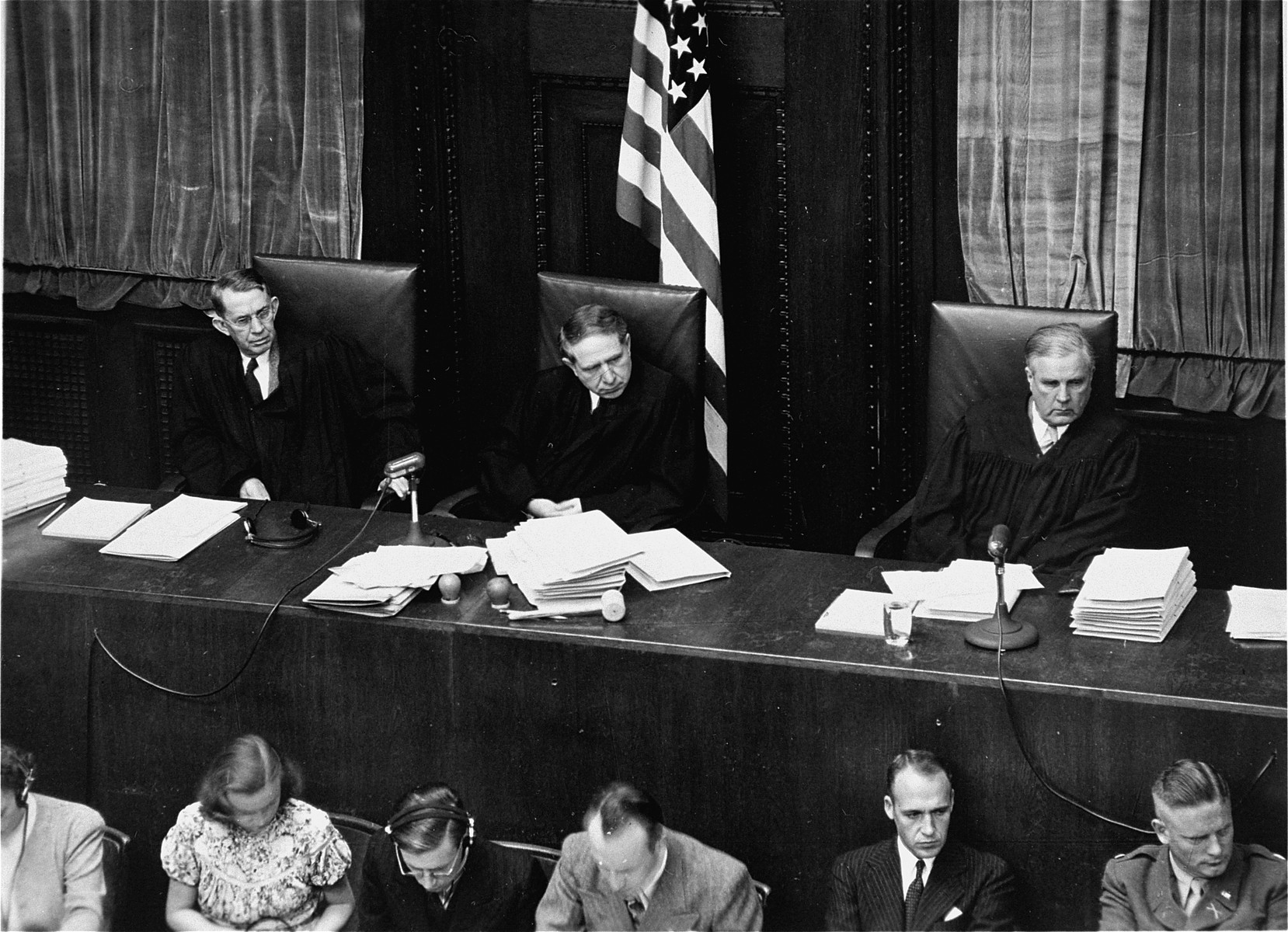
Майкл Мусманно — председатель Нюрнбергского процесса по делу об айнзацгруппах

### Литературная основа
В основу сценария фильма положена документальная книга «Последние 10 дней. Свидетели рассказывают о последних днях Гитлера» Майкла Анджело Мусманно (1897—1968) — американского юриста, политика и военно-морского офицера. Помимо своей продолжительной судебной деятельности в США и в послевоенной Европе, он написал 16 книг и множество статей, связанных с его судебными делами и прохождением службы. Начиная с 1947 года он был председателем военного трибунала на Нюрнбергском процессе по делу об айнзацгруппах. Также был членом суда во время процесса над Эрхардом Мильхом и процесса по делу Главного административно-хозяйственного управления СС (США против Освальда Поля) — одних из 12 так называемых последующих Нюрнбергских процессов. В 1951 году он был избран судьёй Верховного суда Пенсильвании, где служил до своей смерти в 1968 году. В 1948 году Мусманно провёл ряд интервью с несколькими людьми, которые были свидетелями последних дней Гитлера и работали с ним в берлинском фюрербункере. Они и легли в основу его книги «Последние 10 дней» (1950), изданной в 1950 году на английском и немецком языках. Одной из главных задач своей работы он видел предоставить убедительные свидетельства того, что Гитлер никуда не исчез, а умер. По этому поводу Мусманно писал в своём предисловии к книге: «Невозможно представить, чтобы человек, превративший в развалины полмира и ввергший человечество в страдания, равных которым не знала история, просто мог исчезнуть со сцены, не оставив людям ничего, кроме гадания о его судьбе или месте пребывания. Это был пробел, который история не могла вытерпеть».

### Подготовка

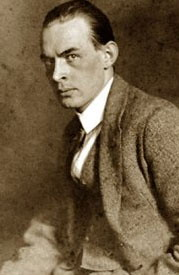
Эрих Мария Ремарк

В июне 1954 года с предложением к Эриху Марии Ремарку поработать над сценарием фильма, основанного на книге Мусманно, обратился писатель Фридрих Торберг, его давний друг. В начале августа при участии друга Ремарк провёл переговоры с продюсером австрийской кинокомпании «Космополь-фильм» Карлом Соколлом, бывшим австрийским подпольщиком, участником сопротивления нацистскому режиму. Во время Второй мировой войны он служил в вермахте, был вовлечён в заговор против Гитлера. При приближении советских войск был одним из организаторов «операции Радецкий», которая была призвана привести к саботажу немецкого сопротивления в Австрии, что должно было уменьшить страдания людей и минимизировать разрушение культурного наследия. Когда заговор был раскрыт и многие его участники казнены, Соколл сумел бежать, скрывался до прихода Красной Армии. После войны некоторая часть немецкой и австрийской прессы обвиняли Соколла в предательстве. У Ремарка, как и у Соколла, были личные и политические мотивы участвовать в создании антифашистского фильма. Ремарк крайне отрицательно относился к фашизму, национализму и милитаризму, называя себя пацифистом. Эти свои взгляды он отразил в художественных произведениях, статьях и в сценарии фильма. В 1933 году нацисты запретили, а студенты сожгли его произведения. Младшая из двух его сестер Эльфрида, была арестована в 1943 году за антивоенные и антигитлеровские высказывания, осуждена и казнена. О гибели сестры Ремарк узнал лишь после войны и посвятил ей свой антифашистский роман «Искра жизни» (1952), встреченный отрицательно западногерманской критикой. Сам писатель ещё в 1932 году оставил Германию и поселился в Швейцарии. В 1940 году он переехал в США, где в 1947 году получил гражданство. Его очень сильно волновали вопросы немецкой вины за нацистские преступления, возрождения милитаризма в Германии и психологии подчинения приказам.
Несмотря на некоторые сомнения, Ремарк заключил контракт на сценарий о последних днях Гитлера и его окружения. В Мюнхене он встретился с продюсером, а также с режиссёром фильма Георгом Вильгельмом Пабстом. Выбор в качестве режиссёра выдающегося австрийского кинематографиста был обусловлен тем, что за несколько лет до этого Мусманно видел его фильм «Процесс» (1948), и он ему понравился. В конце августа Ремарк начал работу над сценарием.

### Работа над сценарием
До Ремарка над сценарием работал Фриц Хабек, но его не одобрил Соколл. В документальное повествование Хабек ввёл вымышленную фигуру Рихарда, участника гитлерюгенда. 21 сентября 1954 года Ремарк закончил свою предварительную версию сценария, в которой стал фигурировать ещё один вымышленный персонаж — гауптман Вюст. Как отмечается комментаторами, благодаря усилиям писателя общая идея и композиция будущего фильма уже были представлены в этом варианте: «Теперь две уже имевшиеся линии действия фильма — события вокруг Гитлера, с одной стороны, контрастирующие с событиями вокруг юноши из гитлерюгенда Рихарда, с другой стороны, — дополнила фигура Вюста, который выступал посредником между этими линиями и одновременно являлся рупором критики системы». Писатель продолжил работу и предоставил продюсеру сценарий объёмом в 150 страниц, который в дальнейшем стал называться «первая редакция». Пабст и Соколл пришли к выводу, что несмотря на одобрение общей концепции Ремарка, ему всё-таки требуется опытный сценарист, который сможет придать большую кинематографичность сценарию и на эту роль выбрали Норберта Кунце. В начале октября 1954 года Ремарк отдыхал с Полетт Годдар в итальянском городе Монтекатини-Терме. Там он встречался и обсуждал сценарий с Соколлом, Пабстом и Кунце. До начала ноября Ремарк закончил вторую редакцию сценария, которая в дальнейшем стала издаваться под названием «Последний акт». Ремарк, продюсер и режиссёр были недовольны и этим вариантом, так что работа продолжилась. Позже писатель отправил рукопись для перепечатывания в Вену. В начале декабря 1954 года ему прислали сценарий, над которым первоначально работали Хабек, Кунце и Харальд Цузанек. Этой версии придал окончательный вид Хабек, а Ремарку предлагалось провести работу именно над этим сценарием. Соавторы сильно переработали вариант Ремарка, что вызвало его неудовольствие, но он принял предложение дописать сценарий, несмотря на то что это не входило в его обязанности, так как по договору он должен был представить только проект. Он не только корректировал полученный текст, но во второй половине января 1955 года бывал в Вене, где редактировал текст и присутствовал на съёмочной площадке. Несмотря на такое деятельное участие писателя, в конце фильма при оглашении актёрского состава закадровый голос произносит: «По неопубликованному наброску Эриха Марии Ремарка. Сценарий Фрица Хабека».

### Съёмки
Одним из очевидцев последних дней Гитлера была Юнге Траудль — его личный секретарь. Она рассказывала об этих событиях Мусманно, а также присутствовала на съёмочной площадке в качестве консультанта. Съёмки проходили зимой 1955 года в Бадене (Нижняя Австрия) и Вене. Оскар Вернер, исполнитель роль Вюста, позже вспоминал, что некоторые сцены снимались на аэродроме «Швехат» в пригороде Вены, который сильно пострадал во время войны. Съёмки велись в трудных условиях, так как было холодно, а население относилось отрицательно к кинематографистам. «Все работали над „гитлеровской картиной“ из-под палки, были настроены к нам очень враждебно. Мне угрожали, что меня взорвут, но я до сих пор жив», — вспоминал он позже.
Ещё до выхода на экраны фильм был подвергнут критике в ряде изданий, но некоторые писали о нём в более благожелательном тоне. Будучи в Вене, в феврале 1955 года Ремарк дал интервью, указав на опасность возрождения идей национал-социализма в немецком обществе. Это он, в частности, усматривал в том, что деятели НСДАП стали занимать государственные посты в ФРГ. «Эрих Мария Ремарк, который после прихода Гитлера к власти покинул Германию, дополнил своё заявление сообщением о том, что беспокойство относительно возврата нацизма побудило его написать сценарий к антифашистскому фильму „Последний акт“, который в настоящее время снимается в Вене», — писали в авторитетном немецком издании.

## Приём и критика
Немецкая премьера фильма состоялась в Кёльне 14 апреля 1955 года, а на следующий день он был показан в Вене. По свидетельству Соколла, в июле 1955 года фильм демонстрировался в 55 странах мира. Консервативная и националистически настроенная критика встретила новости о работе над фильмом и его выходе на экраны очень сурово. Ещё в начале октября 1954 года в немецком журнале Der Spiegel была опубликована статья с характерным названием — «Гитлер не был марионеткой». Немецкий комитет по оценке фильмов (Filmbewertungsstelle Wiesbaden), основанный в 1951 году и призванный оценивать картины на предмет их художественной и исторической значимости, не присвоил работе Пабста категорию, которая позволяла снять часть налогов. В заключении комитета было отмечено, что на основе исторических исследований ещё не представляется возможным воспроизвести достоверно ход происходившего в бункере Гитлера. Авторы допустили некоторые вольности, носящие манипулятивный характер: «В целом хорошая творческая работа о таком близком по времени и до сих пор (несмотря на дискуссии сегодняшнего поколения) не проясненном периоде не смогла создать фильм, заслуживающий присвоения категории». Ремарк по поводу критической шумихи в прессе писал: «Из-за фильма в немецком газетном лесу уже поднялся шум. Как я, завсегдатай голливудских ночных клубов, вместе с предателем Соколлом посмел… И хотя, кажется, любому преступнику позволительно сотворить что-нибудь о Гитлере — ан нет, это всё ещё самая дорогая народу святыня!..» В ответ на критику своей позиции, отражённой в фильме, в 1956 году Ремарк написал для британского издания Daily Express статью «Будьте бдительны!». В ней он рассуждал о «гитлеровской легенде», а сам фильм, по его замыслу, был направлен на её развенчание:
Достаточно было просто использовать документальный материал. Всей той уймы подлости, бесчувствия, жалости к самим себе, глупости, бездарности, пошлейшей сентиментальности, дилетантизма и трусости должно было хватить с лихвой, чтобы миф о фюрере и легенда о расе господ разом лопнули. Это была гибель идолов, а не гибель богов.
Вместе с тем успех фильма за рубежом позволил Frankfurter Allgemeine Zeitung отметить в июле 1955 года: «Немецкий политический фильм, а именно этот „Последний акт“ повысил доверие к немецкому кинематографу за границей». После просмотра фильма Босли Краузер отмечал хорошо подобранный актёрский ансамбль и прежде всего работу Оскара Вернера. Сам исполнитель главной роли гордился тем, что Марлон Брандо говорил ему, что сцену смерти Вюста он пересматривал 24 раза. Однако в целом, по свидетельству австрийского критика Роберта Дакса, Вернер не считал сыгранную роль особо удачной, так как полагал, что в картине «Приговор перед рассветом» (1951) режиссёра Анатоля Литвака, действие которой также происходит в конце Второй мировой войны, ему удалось «идентифицировать себя с персонажем, а здесь — нет, он не смог это сделать».

## Комментарии
1. ↑  В фильме отсутствуют вступительные и заключительные титры[9].